# Diego Encinas
Diego Encinas (Chimbote, departamento de Ancash, 15 de marzo de 1993) es un futbolista peruano. Juega como lateral izquierdo o volante por izquierda y su equipo actual es Sport Ayash Huamanin de la Copa Perú. Tiene 32 años.

## Trayectoria
Salió de las Divisiones menores del club José Gálvez. Debutó con José Gálvez de Chimbote como titular ante el FBC Melgar en Chimbote, en el año 2012. 
En el 2014 desciende de la Segunda División Peruana con el cuadro chimbotano.
El 2015 llega a UTC. 
Llega en el 2016 al Carlos A. Mannucci, con el que pelea entre los líderes para ascender. 
A mitad del 2018 ficha por Alianza Universidad logrando el ascenso a Primera a través del cuadrangular.

## Clubes
| Club                  | País | Año         |
| --------------------- | ---- | ----------- |
| José Gálvez           | Perú | 2012 - 2014 |
| UTC de Cajamarca      | Perú | 2015        |
| Carlos A. Mannucci    | Perú | 2016 - 2017 |
| Academia Sipesa       | Perú | 2018        |
| Alianza Universidad   | Perú | 2018 - 2020 |
| Los Chankas           | Perú | 2021        |
| Deportivo Llacuabamba | Perú | 2022        |
| Alianza Universidad   | Perú | 2023        |
| Sport Ayash Huamanin  | Perú | 2024 -      |